# Квантна тачка
Квантне тачке (КТ) је полупроводничка наноструктура, због мале величине њихова оптичка и електронска својства разликују од оних већих честица. Они су централна тема у нанотехнологији. Многи типови квантних тачака ће емитовати светлост одређених фреквенција ако се њима примјењује струја или светлост, а ове фреквенције могу се прецизно подесити променом величине тачака, облика и материјала, што доводи до разноврсних примена.
На језику науке о материјалима, полупроводнички материјал нано диманзија чврсто ограничава електроне или електронске рупе. Квантне тачке се понекад називају и вештачки атоми, израз који наглашава да је квантна тачка један објекат са границама, дискретним електронским стањима, као што је случај са природним атоми или молекулима.
Квантне тачке показују особине која су мешавина између полупроводника и дискретних молекула. Њихове оптоелектронска својства се мењају као функција која зависи од њихове величине и облика. Већи Квантне тачке (радијуса од 5-6 нм, на пример) емитују дуже таласне дужине које дају емисионе боје као што су наранџаста или црвена. Мање Квантне тачке (радијуса од 2-3 нм, на пример) емитују краће таласне дужине, што као резултат даје боје попут плаве и зелене, иако се одређене боје и величине разликују у зависности од тачног састава Квантних тачака..
Због својих високо подесивих својстава, Квантне тачке су од великог интереса за науку. Потенцијалне апликације укључују транзисторе, соларне ћелије, ЛЕД диоде, диодне ласере, квантно рачунарство и раник снимака у медицини Поред тога, њихова мала величина омогућује потапање Квантних тачака у раствору, што доводи до могућих употреба у инк-џет штампачима и спин-премазу. Ове технике обраде као резултат дају јефтиније и мање временски захтевне методама израде полупроводника.

## Производња
Постоји неколико начина за припрему квантних тачака, главних оних који укључују колоиде.

### Колоидна синтеза
Колоидни полупроводнички нанокристали се синтетишу из раствора, слично традиционалним хемијским процесима. Главна разлика је да производ не добије као чврста материја нити остане растворен. Грејање раствора на високој температури, прекурсори растављају формирање мономера који затим трансформише и генеришу нанокристале. Температура је критичан фактор у одређивању оптималних услова за раст нанокристала. Мора бити довољно висок да омогући преуређивање и жарење атома током процеса синтезе, док је довољно ниска да промовише раст кристала. Концентрација мономера је још један критични фактор који се строго контролише током раста нанокристала. Процес раста нанокристала може се јавити у два различита режима, "фокусирање" и "дефокусирање". Код високих концентрација мономера, критична величина (величина у којој нанокристали не расту или смањивају) је релативно мала, што доводи до раста скоро свих честица. У овом режиму, мање честице расте брже од већих (пошто већим кристалима треба више раствора од малих кристала), што резултира "фокусирањем" расподеле величине да би дало скоро монодисперсе честице. Фокусирање величине је оптимално када се концентрација мономера одржава таква да је присутна просечна величина наноциклала увек нешто већа од критичне величине. Временом се концентрација мономера смањује, критична величина постаје већа од просечне величине која је присутна, а дистрибуција "дефокусира".

Постоје колоидне методе за производњу многих различитих полупроводника. Типичне тачке су направљене од бинарних једињења као што су оловни сулфид, олово селенид, кадмијум селенид, кадмијум сулфид, кадмијум телурид, индијум арзенид и индијум фосфид. Тачке се такође могу направити од тернарних једињења као што је кадмијум селенид сулфид. Ове квантне тачке могу садржати чак 100 до 100 000 атома унутар квантне тачке запремине, са пречником од ≈10 до 50 атома. Ово одговара на око 2 до 10 нанометара и при пречнику од 10 нм, скоро 3 милиона квантних тачака може бити постављено до краја и смештено у ширину човека.
Велике серије квантних тачака могу се синтетисати путем колоидне синтезе. Због ове скалабилности и погодности услова бенчтопа, колоидне методе синтетике обећавају комерцијалне примене. Признато је да је то најмање токсичан у свим различитим облицима синтезе.

### Синтеза плазме
Синтеза плазме се развила као један од најпопуларнијих гас-фазних приступа за производњу квантних тачака, нарочито оних са ковалентним везама. На пример, силицијумска (Si) и германијумска (Ge) квантна тачка је синтетисана коришћењем нетермалне плазме. Величина, облик, површина и састав квантних тачака могу се контролисати у нетермалној плазми. Допинг који се чини прилично изазовним за квантне тачке такође је реализован у синтези плазме. Квантне тачке синтетизоване плазмом обично су у облику праха, за који се може извршити површинска модификација. Ово може довести до одличне дисперзије квантних тачака у органским растварачима или водама (тј. Колоидним квантним тачкама).

### Вирусна склапање
Генетски модификовани М13 бактериофагни вируси омогућавају припреме структура квантних тачака биокомпозита Раније је показано да генетски конструисани вируси могу препознати специфичне полупроводничке површине методом селекције комбинаторксим бактериофагним дисплејем. Поред тога, познато је да су течне кристалне структуре вируса дивљег типа (Fd, M13, и TMV) подесиве контролисањем концентрација раствора, јонске чврстоће раствора и спољашњег магнетног поља примењеног на растворе. Сходно томе, специфична својства препознавања вируса могу се користити за организовање неорганских нанокристала, формирање наређених низова преко скале дужине дефинисане формирањем течног кристала. Употребом ове информације, Ли и колеге (2000), успели су да створе самосаглашене, високо оријентисане, самоносиве филмове из бактериофага и ZnS прекурсора. Овај систем им омогућио да варирају дужину бактериофага и врсту неорганског материјала путем генетске модификације и селекције.

### Електрохемијска склапање
Високо наручени низови квантних тачака могу се такође саставити електрохемијским техникама. Шаблон се ствара изазивањем јонске реакције на интерфејсу електролита и метала, што доводи до спонтаног састављања наноструктура, укључујући и квантне тачкице, на метал који се затим користи као маска за ливење ових наноструктура на изабрану подлогу.

### Квантне тачке без тешких метала
У многим регионима свијета сада постоји ограничење или забрана употребе тешких метала у многим предметима за домаћинство, што значи да су већина кадмијих квантних тачака неупотребљиве за примену потрошачке робе.
За комерцијалну одрживост развијен је низ ограничених квантних тачкица без тешких метала који показују светле видљиве емисије близу инфрацрвеној области спектра и имају слична оптичка својства онима од CdSe квантних тачака. Међу тим системима су InP/ZnS и CuInS/ZnS, на пример.
Пептиди се истражују као потенцијални материјали за квантне тачке.
Будући да се пептиди јављају природно у свим организмима, такве тачке би вероватно биле нетоксичне и лако биоразградиве.

## Здравство и безбедност
Постоје одређене околности под којима неке квантне тачке могу компромитовати људско здравље и довести у опасност животну средину. Студије о токсичности квантних тачака су превасходно усмерене на честице које садрже кадмијум и чији ефекти тек треба да буду демонстрирани на животињским моделима након подвргавања физиолошки релевантним количинама. Испитивања о токсичности квантних тачака на ћелијским културама у контролисаним условима наговештавају да постоји могућност да се њихова токсичност изводи из вишеструких фактора у које се убрајају њихово окружење, као и физичко-хемијске карактеристике. Одмеравање њихове токсичности је комплексно јер се у поменуте физичко-хемијске каратеристике убрајају својства као што су величина квантних тачака, наелектрисање, концентрација, хемијски састав, као и њихова оксидативна, механичка и светлосна стабилност. Многа истраживања су фокусирана на испитивање механизама токсичности на ћелије употребом ћелијских култура. Показано је да након подвргавања ултраљубичастом зрачењу или оксидацији путем ваздуха, кадмијум селенид квантне тачке ослобађају слободне јоне кадмијума који проузрокују ћелијску смрт. Такође је уочено да квантне тачке група 2-4 индукују образовање реактивних врста кисеоника након излагања светлости, који могу оштетити ћелијске компоненте као што су беланчевине, масти и дезоксирибонуклеинска киселина. Уз то, нека испитивања су показала да се додавањем омотача сачињеног од цинк сулфида инхибише процес образовања реактивних врста кисеоника у кадмијум селенид квантним тачкама. Додатни аспект токсичности квантних тачака је процес зависности њихових међућелијских путања од њихове величине којим се те честице концентришу у ћелијским органелама које су иначе неприступачне јонима метала што може резултовати другачијим шаблонима ћелијског токсицитета у поређењу са јонима метала који улазе у њихов састав. Извештаји о нагомилавању квантних тачака у ћелиском једру представљају додатни модус токсичности јер могу изазвати ДНК мутације које ће се пренети на будуће генерације ћелија и на тај начин изазвати дегенеративне болести.

## Оптичка својства
У полупроводницима, апсорпција светлости генерално доводи до тога да се електрон изводи из валенце у траку проводљивости, остављајући иза‘‘‘ рупу‘‘‘. Електрон и рупа могу се повезати једни са другима како би формирали један екситон. Када се овај екситон рекомбинује (тј. Електрон поново наставља свој основни статус), енергија екситона може се емитовати као светлост. Ово се зове‘‘‘флуоресценција‘‘‘. У поједностављеном моделу, енергија емитованог фотона може се разумети као збир енергије између енергије највишег окружења и најнижи незапажени ниво енергије, енергија затварања рупа и узбуђеног електрона и везана енергија екситона (пар електронских рупа):
Фигура је поједностављена репрезентација која показује на узбуђен електрон и рупу у ентитету екситона и одговарајуће нивое енергије. Укупна укључена енергија може се посматрати као збир енергија и то енергије у појасу и енергије која је укључена у Коломбовој привлачности у екситону, и енергија задржавања узбуђеног електрона и рупе.
Како енергија затварања зависи од величине квантне тачке, и почетак апсорпције и емисија флуоресценције се могу подесити променом величине квантне тачке током његове синтезе. Што је тачка већа онда је (нижа енергија) њен почетак апсорпције и спектар флуоресценције црвенији. Насупрот томе, мање тачке апсорбују и емитују плавом (вишу енергију) светлости. Недавни чланци из Нанотехнологије и других часописа су почели да сугеришу да облик квантне тачке може бити и фактор у њеној боји, али још увијек није довољно информација. Штавише, показано је да је животни век флуоресценције одређен величином квантне тачке. Веће тачке имају блиско растојање нивоа енергије у којима се пар електронских рупа може заробити. Због тога парови електронских рупа у већим тачкама живе дуже, што доводи до веће тачке да покажу дужи век трајања.
Да би се побољшао квантни принос флуоресценције, квантне тачке се могу направити са "шкољкама" већег полупроводничког материјала око њих.

## Потенцијалне апликације
Квантне тачке су посебно обећавајуће за оптичке апликације због њиховог високог коефицијента постојања. Оне функционишу као један електронски транзистор и показују ефекат блокаде Коломба. Квантне тачке су такође предложене као имплементација кубита за квантну обраду информација.
Подесиве величине квантних тачака су примамљиве за многе потенцијалне апликације. На пример, веће квантне тачке имају већи спектар-смењивања према црвеном, у поређењу са мањим тачкама, и показују мање изражене квантне особине. Насупрот томе, мање честице дозвољавају себи да искористе суптилније квантне ефекте.
Као нула-димензионе честице, квантне тачке имају бољу густину стања од структура већих димензија. Као резултат, они имају супериорне транспортне и оптичке особине. Они имају потенцијалну употребу у диодним ласеримапојачавачима, и биолошким сензорима. Квантне тачке могу бити узбуђене у локалном побољшаном електромагнетном пољу произведеном од наночестица злата, које се затим могу посматрати из површинске плазмонске резонанце у фотолуминисцентном ексцитационом спектру од (CdSe)ZnS нанокристала. Висококвалитетне квантне тачке добро су погодне за апликације оптичког кодирања и мултиплексирања захваљујући својим широким профилима ексцитације и уском/симетричном емисијском спектру. Нове генерације квантних тачака имају далеко већи потенцијал за проучавање међућелијских процеса на нивоу једног молекула, сликању честица у високој резолуцији, дугорочном ин виво посматрању трговине људима, циљању тумора и дијагностици.

### У рачунарству
Технологија квантних тачака је потенцијално релевантна за квантно израчунавање чврстог стања. Применом малих напона на воду, струја кроз квантну тачку може се контролисати и тиме се могу направити прецизна мерења ротације и других особина у њима. Уз неколико заплетених квантних тачака, заједно са начином обављања операција, квантни прорачуни и рачунари који би их могли извршити су евентуално могући.

## Теорија
Квантне тачке су теоретски описане као тачка попут, или као нулто-димензионалним (0Д) ентитети. Већина њихових особина зависи од димензија, облика и материјала од којих су направљени Квантне тачке. Уопштено, Квантне тачке представљају различите термодинамичке особине из основних материјала од којих су направљени. Један од ових ефеката је депресија топљења. Оптичка својства сферних металних Квантних тачака добро су описана теоријом Мие расејања.

## Историја
Термин "квантна тачка" је уведен 1986. Први су открили у стакленој матрици и колоидним решењима Алексеј Екиморов и Луис Брус.